# Aspilota eurugosa
Aspilota eurugosa är en stekelart som beskrevs av Fischer 1976. Aspilota eurugosa ingår i släktet Aspilota och familjen bracksteklar. Inga underarter finns listade.